# Phoenicolacerta laevis
Phoenicolacerta laevis là một loài thằn lằn trong họ Lacertidae. Loài này được Gray mô tả khoa học đầu tiên năm 1838.

## Hình ảnh

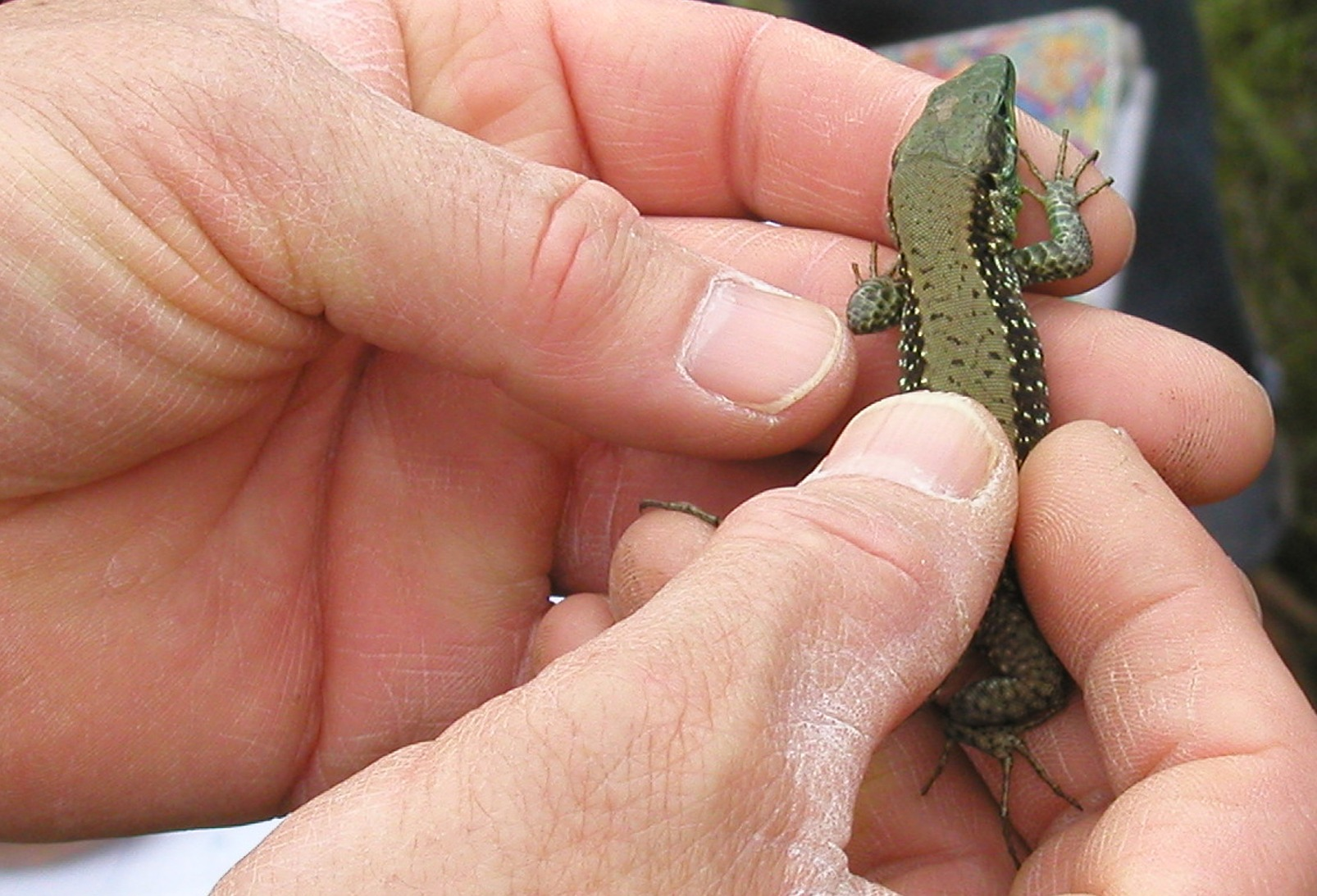
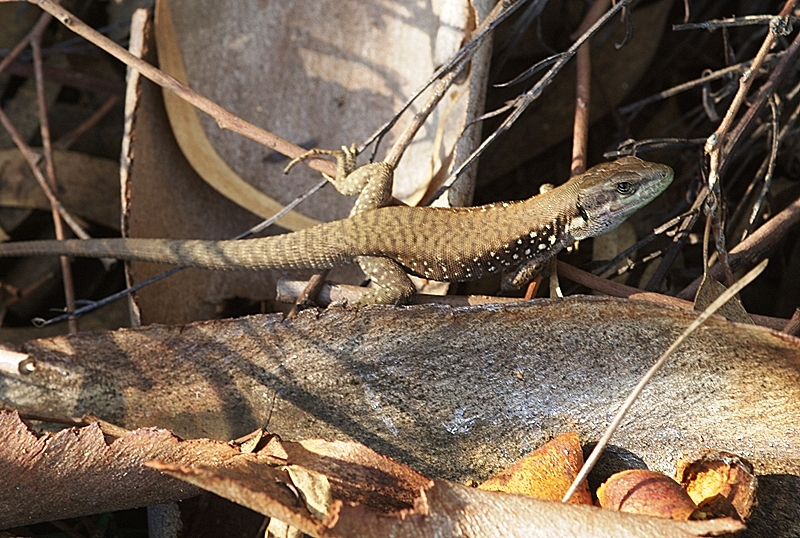
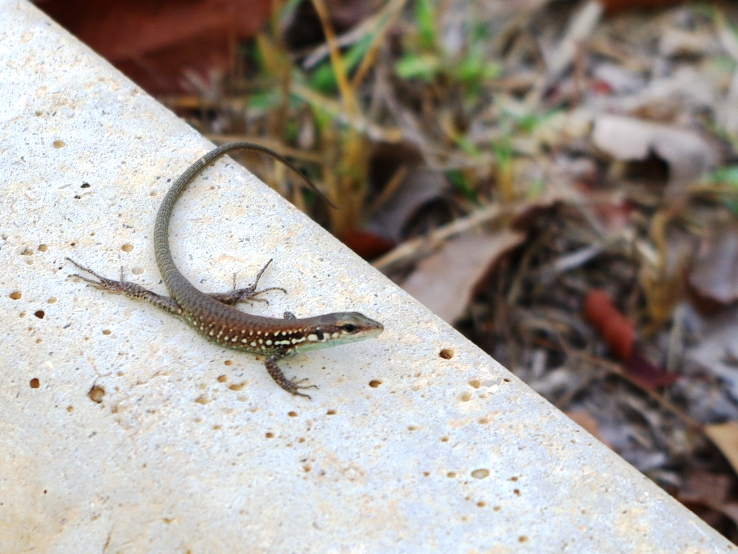